# 拉斐尔·库蒂尼奥
拉斐尔·库蒂尼奥（Rafael Coutinho，1980年—）是巴西人，其生于圣保罗。他是一位著名的漫画家、画家和动画师。拉斐尔·库蒂尼奥是著名漫画家拉尔特·库蒂尼奥的儿子，这在一定的程度上影响了他的艺术道路和创作风格。
拉斐尔在巴西漫画界享有盛誉，他的作品多次获得巴西最重要的漫画奖——HQ Mix奖。